# Ulminit
Ulminit – macerał gładki i jednorodny. Powstaje z tekstynitu na skutek homogenizacji tkanek.
Budowa tkankowa niewidoczna, występują za to pasemka. Współwystępuje z tekstynitem, jako tło.